# إبراهيم فوال
إبراهيم فوّال (بالإنجليزية: Ibrahim Fawal)‏ هو كاتب وأكاديمي فلسطيني أمريكي ولد في رام الله عام 1933 وتوفي في بيرمينغهام في الولايات المتحدة في 23 أغسطس 2020. كاتب فلسطيني-أمريكي أكاديمي وأستاذ جامعي سابق.
هاجر إلى الولايات المتحدة في عام 1951، حيث نال شهادة في صناعة الأفلام من جامعة ULCA. عمل مساعدا للمخرج ديفيد لين خلال تصوير «لورنس العرب» في 1961، قبل أن يستقر ويعيش في بيرنينغهام في ألاباما، حيث عمل كبروفيسور في مجال الأفلام والأدب في جامعة ألاباما.
في 1996، في عمر 63، بدأ فوّال بالعمل على شهادة الدكتوراة من جامعة أكسفورد في إنجلترا وقدم أطروحة دكتوراة عن المخرج يوسف شاهين، ونُشرت الأطروحة من قِبل المعهد الأفلام البريطاني وإعلام جامعة كاليفورنيا في 2001.
نشر في 1998 روايته الأولى عدة «على تلال الله» (باللغة الإنجليزية)، وهي رواية عن تجربة الشاب الفلسطيني يوسف صافي خلال نكبة 1948. حازت على جائزة قلم أوكلاند للامتياز الأدبي وترجمت إلى اللغتين العربية والألمانية. لاحقا أصدر روايته الثانية «المحرومون من الميراث» التي تناولت الفلسطينيين في الشتات.